# Bernardo Norzagaray Ángulo
Bernardo Norzagaray Ángulo (Guasave, Sinaloa, 1 de julio de 1910-17 de enero de 1991) fue un político mexicano, miembro del Partido Revolucionario Institucional (PRI). Fue en dos ocasiones diputado federal y presidente municipal de Ciudad Juárez.

## Biografía
Nació en la ciudad de Guasave, Sinaloa; fue hermano del general Antonio Norzagaray Ángulo, que combatió en la Revolución Mexicana y fue diputado constituyente en 1917. Realizó sus estudios básicos en su ciudad natal y luego estudió la preparatoria en el Colegio Franco-Inglés de la Ciudad de México y luego se trasladó a Ciudad Juárez, a la Escuela Superior de Agricultura Hermanos Escobar, de donde egresó como ingeniero agrónomo.
Miembro de la Confederación Nacional Campesina (CNC) del PRI. Fungió como administrador en el Banco de Culiacán y Mazatlán y en el Banco Agrícola de Culiacán, y director de Préstamos Agrícolas del Banco de Sinaloa.
En 1943 fue elegido por primera ocasión diputado federal, representando al Distrito 3 de Sinaloa en la XXXIX Legislatura. Posteriormente fungió como jefe del departamento de Operaciones y del de Crédito Agrícola del Banco Nacional del Ejército, Fuerza Aérea y Armada de 1950 a 1951.
En 1952 es por segunda ocasión diputado federal, en esta ocasión por el Distrito 4 de Sinaloa a la XLII Legislatura que concluye en 1955 y en la que es integrante de las comisiones de Aguas e Irrigación; de Presupuesto y Cuenta Pública; del Departamento Agrario; de Recursos Naturales; y, de Colonización.
Posteriormente fue secretario general de Gobierno del estado de Sinaloa, y en 1958 volvió a Ciudad Juárez al ser nombrado presidente de la Junta Federal de Mejoramiento Moral, Cívico y Material, ocupando dicho cargo hasta 1964, fijando definitivamente su residencia en Ciudad Juárez. En las Elecciones de 1968 es postulado candidato del PRI a presidente municipal de Ciudad Juárez, resultando elegido y ejerciendo el cargo de 10 de octubre de 1968 al 9 de octubre de 1971.